# Дубровин, Дмитрий Фёдорович
Дми́трий Фёдорович Дубро́вин (умер в 1776 году)  — екатеринбургский купец и промышленник, владелец винокуренных заводов в Екатеринбурге и Невьянске, Невьянских прядильной и полотняной мануфактур, четвёртый бургомистр екатеринбургской ратуши (январь 1764 — апрель 1765). 

## Биография
Происходил из сольвычегодских посадских людей.
В 1749 году переселился вместе с семьёй в Екатеринбург, где благодаря полученному тогда же питейному откупу нажил значительное состояние. В 1753—1758 годах исполнял обязанности бурмистра екатеринбургской конторы питейных и конских сборов в ведении Сибирского приказа. В 1754 году Д. Ф. Дубровиным была построена первая в Екатеринбурге коммерческая пивоварня, им же были обустроены винные подвалы в Екатеринбурге, в том числе каменный винный подвал, открытый в 1757 году у главной Торговой площади.
По начало 1770-х годов отец Дубровин владел также винокурней в Невьянской слободе, известной под названиями Невьянского винокуренного завода или Фоминской винокурни.
Используя как предлог борьбу с незаконным винокурением, Д. Ф. Дубровин проводил акции по обыску крестьянских хозяйств с использованием жестоких методов. Несколько раз начинались расследования дел по обвинениям поверенных купца во взяточничестве и рукоприкладствах, в разбавлении кабацкого вина и тому подобных правонарушениях.
В 1750 году Дмитрий Федорович купил пильную мельницу на реке Реж, а спустя некоторое время построил там же вторую (обе были изъяты в 1759 году). В 1760 году купцом был получен подряд на строительство гостиного двора в Ирбитской слободе — известном ярмарочном центре. В 1762 году на средства купца были построены прядильная и полотняная мануфактуры в Невьянской слободе — «Невьянские полотняные и судовых снастей фабрики». Принимал в работу на винокурню, пильные мельницы и мануфактуру за договорную плату приписных крестьян Алапаевских и Гороблагодатских заводов, в том числе и беглых. Работники мануфактур неоднократно жаловались на продолжительные задержки заработанных денег, содержание в кандалах, необоснованные побои и прочие злоупотребления.
Екатеринбургским бургомистром Дмитрий Федорович Дубровин был выбран мирским сходом посадских людей в январе 1764 года после того, как от должности бургомистра в пользу отца отказался его старший сын Иван. В период руководства Д. Ф. Дубровина городская ратуша в 1764—1765 годах смогла добиться запрета наряда посадских людей в караульную службу полицией, активно противодействовала крестьянским торгам на гостином дворе, выступала за отработки иногородних вексельных должников в заводской работе.
После службы Д. Ф. Дубровин занимался организационными делами Невьянской мануфактуры и продовольственными торгами.
Умер в 1776 году в Екатеринбурге.